# Hans Freudenthal
Hans Freudenthal (Luckenwalde, Alemanha, 17 de setembro de 1905 — 13 de outubro de 1990) foi um matemático de origem holandesa. Fez contribuições substanciais à topologia algébrica e também teve interesse na literatura, filosofia, história e educação matemática.

## Publicações selecionadas
- Freudenthal, Hans (1931), «Über die Enden topologischer Räume und Gruppen», Mathematische Zeitschrift, 33: 692–713, Zbl 0002.05603, doi:10.1007/BF01174375
- Freudenthal, Hans (1936), «Teilweise geordnete Moduln» (PDF), Proc. Akad. Wet. Amsterdam (em alemão), 39: 641–651, Zbl 0014.31302.
- Freudenthal, Hans (1937), «Über die Klassen der Sphärenabbildungen. I. Große Dimensionen», Compositio Mathematica (em alemão), 5: 299–314, Zbl 0018.17705.
- Freudenthal, Hans (1960), Lincos: design of a language for cosmic intercourse, Studies in logic and the foundations of mathematics, North-Holland Pub. Co..
- Freudenthal, Hans; de Vries, H. (1969), Linear Lie Groups, Pure and Applied Mathematics, 35, New York: Academic Press, MR 0260926.
- Freudenthal, Hans (1972), Mathematics as an Educational Task, ISBN 9789027702357, Springer.
- Freudenthal, Hans (1986), Didactical Phenomenology of Mathematical Structures, ISBN 9789027722614, Mathematics Education Library, 1, Springer.
- Freudenthal, Hans (1991), Revisiting Mathematics Education: China Lectures, ISBN 7923-1299-6 Verifique |isbn= (ajuda), Kluwer Academic Publishers.